# Gustav Bolle

Gustav Bolle

Gustav Adolph Erdmann Vitalis Bolle (* 11. März 1842 in Angerburg; † 8. Juni 1902 in Berlin) war Lehrer, Gutsbesitzer und ein deutscher Dramatiker und Romancier. Pseudonyme: G. Erdmann, G. Adolfi.
Der Pfarrersohn studierte Geschichte, Geographie und Deutsch in Königsberg, Halle und Greifswald. Nach einer kurzen Tätigkeit als Lehrer am Evangelischen Gymnasiums in Gütersloh und an der höheren Bürgerschule in Itzehoe konnte er ab 1871 – nach einem Lottogewinn – als Rentier in Bonn und Berlin leben. 1882 kaufte er das Schloss und Gut Ovelgönne bei Bad Oeynhausen.
Sein Roman Sozial erschien 1891 im Verlag Friedrich Fontane in Berlin und propagiert das landwirtschaftliche Genossenschaftswesen im Sinne Ferdinand Lassalles. Es ist eine der wenigen sozialen Utopien aus der Feder deutscher Autoren. Der Gesellschafts-Roman Sein Verhältnis spielt in Berlin.

## Familie
Gustav Bolle war in erster Ehe mit Wilhelmine Sofie Poggenklas (1848–1876) verheiratet. Das Ehepaar hatte drei gemeinsame Kinder. In zweiter Ehe war er mit Gisberta Julie Allida Wachendorff (1857–1904) liiert, die aus einer rheinischen Industriellenfamilie stammte. Mit ihr zeugte er einen Sohn, Fritz Bolle, der 1911 in die USA auswanderte.

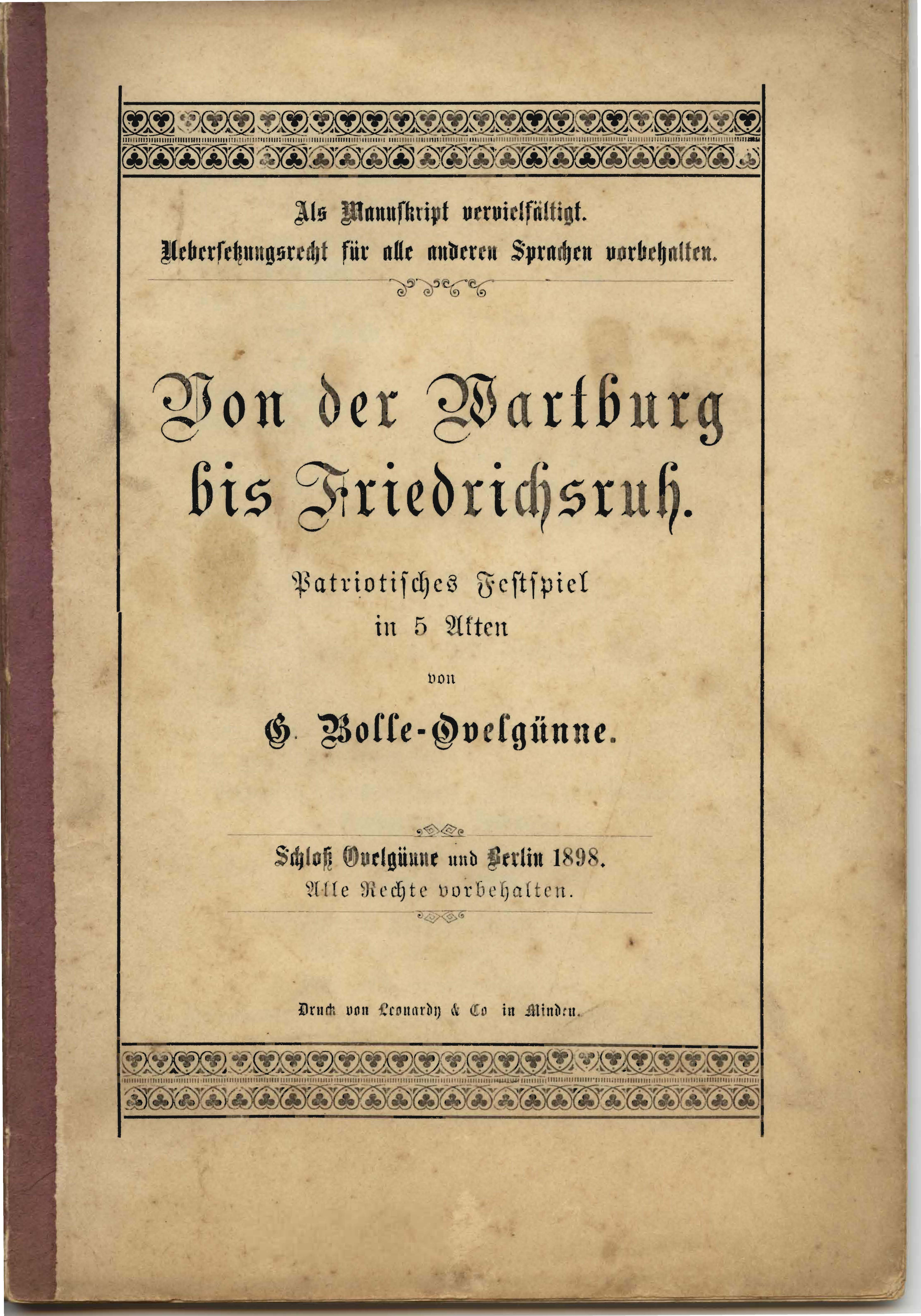
G. Bolle-Ovelgünne: Von der Wartburg bis Friedrichsruh, 1898

## Schriften
- G. Erdmann: Vorschläge zur Beseitigung unserers landwirtschaftlichen und sozialen Notstandes. 2. Auflage, Ed. Freyhoff, Oranienburg 1886 (politischer Traktat)
- Arlotta. Schauspiel (1888)- Kein Exemplar nachweisbar
- G. Erdmann: Wo unser landwirtschaftlicher Notstand sitzt und wie er geheilt werden kann. Minden 1889
- G. Bolle: Unsere Kolonien. Roman in drei Büchern: F. Fontane, Berlin 1890; 2. Auflage, 1894
- G. Bolle: Sozial. Eine Erzählung aus dem Staate der Sozialdemokratie. Julius W. Braun, Berlin 1891; 2. Auflage, F. Fontane, Berlin 1891.
- Theodor Körner. Schauspiel (1893) – Kein Exemplar nachweisbar
- Graf Steinfels. Roman (1894?) – Kein Exemplar nachweisbar
- G. Bolle: Lassalline. Schauspiel in 3 Akten. F. Fontane, Berlin 1894; 6. Auflage, 1894
- G. Adolfi: Künstlerinnen in Civil. Schauspiel. Minden (vor 1896) – kein Exemplar nachweisbar
- G. Adolfi: Die Buchhalterin. Schauspiel in 4 Akten. Minden (vor 1896) – kein Exemplar nachweisbar
- G. Adolfi: Die Kapellmeisterin. Schauspiel in 4 Akten. Berlin 1896 (Druck: Minden: Leonardy u. Co.)
- G. Bolle-Ovelgünne: Von der Wartburg bis Friedrichsruh – Patriotisches Schauspiel in 5 Akten. Schloß Ovelgünne und Berlin 1898 (Druck: Minden: Leonardy u. Co)
- Seelenadel (1898; oder 1900) – kein Exemplar nachgewiesen
- Gustav Bolle: Sein Verhältnis. Roman. Berlin 1900 (Druck: Minden: Leonardy u. Co)